# Södern (novell)
Södern är en novell av den argentinske författaren Jorge Luis Borges, först publicerad 1953 i den argentinska tidskriften La Nación och sedermera inkluderad i novellsamlingen Fiktioner (1944, på svenska i sin helhet 2007).
Novellen handlar om Julian Dahlmann som arbetar som sekreterare på ett argentinskt bibliotek. Efter att ha slagit sig i huvudet och skadat sig så pass illa att han måste läggas in på sjukhus drabbas Dahlmann av svår sepsis, men tillfrisknar plötsligt och oväntat. När han släpps ut från sjukhuset reser Dahlmann söderut och hamnar tills slut vid en folktom järnvägsstation. Han hittar en bar där han slår sig ner och läser ur sin medhavda bok, Tusen och en natt, men ett par berusade lokala män börjar bråka med honom. Barens föreståndare varnar Dahlmann, men han lyssnar inte, och en av männen drar kniv. I det ögonblicket slänger en äldre man som befunnit sig i ett hörn av lokalen en kniv till Dahlmann, som inser att han inte har någon chans i ett eventuellt knivslagsmål. Han bestämmer sig ändå för att slåss: det är den död han själv skulle ha valt när han låg döende på sjukhuset. Novellen slutar med att Dahlmann och männen tillsammans lämnar baren.
I prologen till samlingen Konststycken (1944), som ingår i Fiktioner, menade Borges att "Södern" var hans bästa novell. Borges öppnade även upp för en läsning av novellen där Dahlmann aldrig lämnar på sjukhuset, utan istället hallucinerar resan till södern under sin dödskamp i sjuksängen.
"Södern" har översatts till svenska av Sun Axelsson.